# Draška lepotica
Draška lepotica ali Lepotica iz Drača (imenovana tudi Lepa deklica iz Drača ali Lepa iz Drača albansko Bukuroshja e Durrësit) je barvni mozaik iz 4. stoletja pred našim štetjem in je najstarejši in najpomembnejši mozaik, odkrit v Albaniji. 9 m2 velik mozaik je elipsaste oblike in prikazuje žensko glavo na črnem ozadju, obdano s cvetjem in drugimi cvetličnimi elementi. Odkrili so ga leta 1918 v Draču, od leta 1982 pa je na ogled v Narodnem zgodovinskem muzeju Albanije v Tirani.

## Zgodovina
Mozaik je bil ustvarjen v drugi polovici 4. stoletja pr. n. št. v Draču, takrat znanem kot Epidamnos, da bi služil kot okrasna tla zasebnega in razkošnega stranišča. Mozaik je bil odkrit leta 1916, sredi prve svetovne vojne, ko so Drač zasedle sile Avstro-Ogrske. Med deli avstro-ogrske vojske za izgradnjo zaklonišč proti zračnemu napadu so vojaški inženirji naleteli na ta mozaik, ki je bil izkopan 3,80 m globoko v temeljih hiše v četrti Varoš, zelo blizu današnjega mestnega središča mesta Drač. Avstrijski arheolog Camillo Praschniker je aprila 1918 na hitro pregledal mozaik, preden je bilo zaklonišče dokončano. Praschniker je v svojem članku Muzakhia in Malakastra: Arheološke raziskave v osrednji Albaniji (nemško Muzakhia und Malakastra: archäologische Untersuchungen in Mittelalbanien), objavljenem na Dunaju leta 1920, prvi vključil sliko mozaika in ga označil za figurativno mojstrovino.
Sčasoma, po koncu vojne, je bila Draška lepšotica prekrita in izgubljena za ogled, in jo je leta 1947 znova odkril arheolog iz Drača Vangjel Toçi. V svetu umetnostne zgodovine je postala širše znana šele po letu 1959.
Leta 1982 so mozaik skrbno prenesli iz Drača in ga postavili v glavno dvorano starin v Narodnem zgodovinskem muzeju v Tirani, kjer ga je mogoče videti še danes.

## Opis mozaika
Približno 24 stoletij star mozaik, znan kot Draška lepotica, ima površino približno devet kvadratnih metrov. Je eliptične oblike, približno 5,1 metra v najširšem delu in približno 3 metre v najožjem delu. Mozaik je narejen iz neobdelanih barvnih kamenčkov in je še vedno v dokaj dobrem stanju.
Formalni izraz predstavlja dober primer antične umetnosti, v kateri se helenistična umetnost združuje z lokalno motiviko ilirske umetnosti. Velja za enega najbolj ekspresivnih mozaikov tega žanra na svetu. S slogovnega vidika je mozaik podoben mozaikom iz istega obdobja, odkritim v Pelli, nekoč delu antične Makedonije.

### Portret ženske
Obstajata vsaj dve teoriji o temi, ki je prikazana v mozaiku. Po mnenju zgodovinarja in arheologa Moikoma Zeqa je ženska, predstavljena v mozaiku, enaka tisti, ki je bila naslikana na arhetipih amfor v Apuliji in drugih delih južne Italije, z rdečimi figurami iz helenistične dobe. Po njegovem mnenju Draška lepotica predstavlja kretsko boginjo Eileitijo, ki je bila boginja poroda in babic, ki je pomagala pri zdravem porodu dojenčkov. Vendar pa arheolog Afrim Hoti domneva, da je portret ženske verjetno deklica Aura, spremljevalka boginje Artemide pri lovu.
Ženska glava je velika, s širokim obrazom in širokimi lici. Ima dolg raven vrat, glava pa je rahlo obrnjena na levo stran, kar ustvarja tričetrtinski portret. Njena podoba deluje tiho in mirno, njen pogled pa je zasanjan, skoraj melanholičen. Figura je upodobljena z bleščeče rdečimi ukrivljenimi ustnicami. Skrbno obdelana plastičnost ustnic, slastnost njihove oblike in rahlo odprta lega ji dajejo izjemno ženstveno postavo. En sam majhen rumeno-rdeč kamenček v zenici njenega očesa ustvari resnično redek videz na ženski postavi. Njena spletena krona kostanjevih las je še posebej dobro prikazana in precej ločena od črnega ozadja z uporabo bele silhuete. Plastični učinek mozaične ženske figure v svoji celotni celovitosti predstavlja delo za tisti čas visoko razvite umetniške izdelave.

### Oblikovanje ozadja
Dizajn, ki obdaja žensko figuro, je edinstven glede svoje kompozicije, mozaično ozadje pa je črne barve. Zanj je značilna močna liričnost oblik, ki se kaže v kontinuiteti zaobljenih linij, spontani harmonični zasnovi in tekoči razporeditvi elementov. Ženska figura je obdana s cvetjem različnih vrst, kot so hijacinte, lilije in zvončki, pa tudi z drugimi cvetličnimi elementi, kot so stebla, popki in cvetni listi.

### Tehnika
Mozaik je izdelan v tehniki opus vermiculatum, tako da je okrog oblik s teserami izrisan svetel obris, ki mu nasprotuje temno črno ozadje. Rečni kamenčki različnih barv so mojstrsko zlepljeni drug z drugim. Plastični učinek portreta je dosežen z uporabo več odtenkov belih kamenčkov, ki so v modelu postavljeni z izjemno veščino. Medtem ko se črne črte uporabljajo samo za modeliranje glavnih značilnosti portreta.

## Mozaična figura kot del kulture in sodobne družbe
Draška lepotica predstavlja simbol lepote in je postala ikonična figura, ki je sprejeta v več oblikah vizualne umetnosti, poezije, popularne kulture in komercialnega življenja, zlasti v Draču, mestu njenega izvora. Primeri sodobne uporabe so:
- V pesniški knjigi 4 shekuj para Krishtit (4 stoletja pred Kristusom) albanskega sodobnega pesnika Ferika Ferre glavna pesem z istim naslovom umetniško obravnava žensko figuro mozaika in njegovo dobo, medtem ko je antika glavna tema drugih pesmi, naslov knjige pa je aluzija na čas, ko je bil mozaik realiziran.[9]:23[10]
- Na mednarodnem festivalu SummerFest Film v Draču je nagrada za najboljši kratki film imenovana The Beauty of Durrës ali The Beautiful Maiden of Durrës Award.[11]
- Združenje Bukurošja e Durrësit v sodelovanju z Ministrstvom za turizem, kulturne zadeve, mladino in šport (Albanija) organizira Mednarodni festival sodobnega plesa, ki od leta 2006 poteka v Draču in Tirani.[12]
- Albanski umetnik marmorja Isa Shuaipi je junija 2009 realiziral umetniško imitacijo Draške lepotice. Njegovo delo je bilo opravljeno z uporabo več kot 45 tisoč majhnih marmornih kamenčkov petih različnih barv na kvadratni ravnini z dimenzijami 120 × 80 cm.[13]
- Scenografija 30. izdaje Festivali i Këngës (Festival pesmi) leta 1991 je bila sestavljena predvsem iz imitacije Lepote Drača v večjem obsegu, čeprav se je nekoliko razlikovala od prvotnega mozaika.
- V komercialnem sektorju ena od dveh restavracij hotela Adriatik s petimi zvezdicami v Draču nosi ime mozaika Bukuroshja e Durrësit.[14]

### Kovanec s podobo lepote Drača
Leta 2004 je Banka Albanije izdala kovanec v čast albanske antike, ki prikazuje Draško lepotico in okrasne elemente iz nje na sprednji in zadnji strani. To je nazobčan kovanec iz bele kovine z nominalno vrednostjo 50 Lekë, s premerom 24,25 milimetra in težo 5,50 gramov. Izdanih je bilo približno 200.000 kovancev, narejenih iz zlitine 75 delov bakra in 25 delov niklja.
Sprednja stran kovanca prikazuje mozaik Draške lepotice, obdan z loki in stiliziranimi cvetličnimi motivi iz mozaika. V loku kovanca je več okrasnih motivov, kot so simetrični krogi iz ilirskega obdobja. Na zadnji strani kovanca je na sredini okrasna kreacija, obdana s cvetličnimi motivi iz mozaika. To številko še vedno spremljajo krogi do kovanca, pod katerim je napis SHQIPËRI-ALBANIA 2004.
Albanski slikar in graver Petraq Papa je izdelal matrice, iz katerih je bil kovanec kovan, to pa je naredila poljska kovnica (Mennica Państwowa SA) v Varšavi na Poljskem.